# رينيانو غارغانيكو
رينيانو غارغانيكو (بالإيطالية: Rignano Garganico)‏ هي بلدية في مقاطعة فودجا في إقليم بوليا الإيطالي.

## السكان
في سنة 1861 بلغ عدد السكان 2٬084 نسمة، وتطور العدد ليصل في سنة 2011 لـ 2٬200 نسمة.
يظهر هذا المخطط البياني تطور النمو السكاني لـ رينيانو غارغانيكو